# Julià (gramàtic)
Julià (Julianus, Ἰουλιανός) fou un gramàtic grec.
Segons Foci va escriure un diccionari titulat Λεξικὸν των παρὰ τοῖς δέκα ῥήτορσι λέξεων κατὰ στοιχεῖον sobre els deu Oradors àtics, obra que s'ha perdut. Fabricius pensa que és el mateix Julià al que Frínic va dedicar un dels seus llibres.